# Ayuntamiento de Cádiz
El actual Ayuntamiento de Cádiz se construyó en 1799 sobre las bases y emplazamiento de las anteriores Casas Consistoriales y es el resultado de dos etapas: la primera, neoclásica, iniciada en 1799 por Torcuato Benjumeda, y una segunda correspondiente al estilo isabelino, obra de García del Álamo en 1861 y que afectaría a los interiores. En 1936 se iza por primera vez la bandera de Andalucía.

## Alcaldes
| Periodo   | Nombre                     | Partido                                  |
| --------- | -------------------------- | ---------------------------------------- |
| 1979-1983 | Carlos Díaz Medina         | Partido Socialista Obrero Español (PSOE) |
| 1983-1987 | Carlos Díaz Medina         | Partido Socialista Obrero Español (PSOE) |
| 1987-1991 | Carlos Díaz Medina         | Partido Socialista Obrero Español (PSOE) |
| 1991-1995 | Carlos Díaz Medina         | Partido Socialista Obrero Español (PSOE) |
| 1995-1999 | Teófila Martínez           | Partido Popular (PP)                     |
| 1999-2003 | Teófila Martínez           | Partido Popular (PP)                     |
| 2003-2007 | Teófila Martínez           | Partido Popular (PP)                     |
| 2007-2011 | Teófila Martínez           | Partido Popular (PP)                     |
| 2011-2015 | Teófila Martínez           | Partido Popular (PP)                     |
| 2015-2019 | José María González Santos | Por Cádiz Sí se Puede                    |
| 2019-2023 | José María González Santos | Adelante Cádiz                           |
| 2023-act. | Bruno García de León       | Partido Popular (PP)                     |

## Evolución de la deuda viva municipal
El concepto de deuda viva contempla sólo las deudas con cajas y bancos relativas a créditos financieros, valores de renta fija y préstamos o créditos transferidos a terceros, excluyéndose, por tanto, la deuda comercial.
| Gráfica de evolución de la deuda viva del Ayuntamiento entre 2008 y 2023                        |
|                                                                                                 |
| Deuda viva del Ayuntamiento de Cádiz, en miles de euros, según datos del Ministerio de Hacienda |

## Resultados electorales
| Partido político                                                 | 2023   | 2023  | 2023       | 2019   | 2019  | 2019       | 2015   | 2015  | 2015       | 2011   | 2011  | 2011       | 2007   | 2007  | 2007       |
| Partido político                                                 | Votos  | %     | Concejales | Votos  | %     | Concejales | Votos  | %     | Concejales | Votos  | %     | Concejales | Votos  | %     | Concejales |
| Partido Popular (PP)                                             | 23 198 | 40,10 | 14         | 13 397 | 22,04 | 6          | 22 004 | 33,68 | 10         | 33 046 | 56,36 | 17         | 33 910 | 59,77 | 18         |
| Partido Socialista Obrero Español (PSOE)                         | 11 558 | 19,98 | 7          | 10 474 | 17,23 | 5          | 11 359 | 17,39 | 5          | 13 015 | 22,20 | 7          | 15 524 | 27,36 | 8          |
| Adelante Izquierda Gaditana-Adelante Cádiz-Por Cádiz Sí Se Puede | 11 320 | 19,57 | 6          | 26 498 | 43,59 | 13         | 18 277 | 27,98 | 8          | —      | —     | —          | —      | —     | —          |
| Ciudadanos (CS)                                                  | 1001   | 1,73  | 0          | 6659   | 10,95 | 3          | 4666   | 7,14  | 2          | —      | —     | —          | —      | —     | —          |
| Ganar Cádiz en Común (CeC)-Izquierda Unida-Los Verdes (IU-LV)    | —      | —     | —          | —      | —     | —          | 5487   | 8,40  | 2          | 5559   | 9,48  | 3          | 3764   | 6,63  | 1          |